# Walter Rodney
Walter Rodney, né le 23 mars 1942 et mort assassiné le 13 juin 1980 à Georgetown, est un militant de la cause noire, un historien et un homme politique guyanien.
Intellectuel panafricaniste, il enseigne en Jamaïque, puis en Tanzanie, après avoir été chassé par le pouvoir jamaïcain du fait de son engagement politique en faveur de la communauté afro-descendante de l'île. Ses travaux s'inscrivent dans le courant du matérialisme historique. Son oeuvre la plus connue est l'ouvrage d'histoire économique et politique intitulé How Europe Underdeveloped Africa, publié en 1972.
Retourné au Guyana au milieu des années 1970, il milite contre le régime autoritaire de Forbes Burnham, et est assassiné par un agent des forces de défense spéciales du People’s National Congress en 1980. 

## Biographie
Walter Rodney naît en 1942 dans une famille ouvrière. Il étudie en Jamaïque à l'Université des Indes occidentales (en anglais University of the West Indies), puis à l'École des études orientales et africaines de l'université de Londres, où il rencontre l’intellectuel C. L. R. James. Il s’intéresse notamment à l’histoire de l’esclavage et consacre une thèse à la traite négrière en Afrique de l’Ouest. 
Rodney est surtout connu pour son œuvre How Europe Underdeveloped Africa (Comment l'Europe sous-développa l'Afrique : analyse historique et politique du sous-développement), un livre sur l'histoire de l'Afrique selon la grille de lecture du matérialisme historique écrit en 1972. 
Il a beaucoup voyagé et est devenu célèbre comme militant panafricaniste.  

### Rodney en Jamaïque
En 1968 il enseigne l'histoire africaine à l'université des Indes occidentales (UWI) dans le quartier de Mona à Kingston en Jamaïque. Il organise par ailleurs régulièrement des conférences informelles au cœur des différents ghettos de Kingston-ouest, au cours desquelles il diffuse ses idées panafricanistes, anti-colonialistes et marxistes auprès de la population. Ses débats et échanges avec les adeptes rastafariens lui inspirent l'écriture du livre The Gounding with my Brother, qui devient un ouvrage de référence du mouvement Black Power caribéen. Dans ce livre, Walter Rodney dénonce notamment l'attitude du gouvernement jamaïcain qui, d'après lui, sert les intérêts des États capitalistes occidentaux au détriment de la population noire de l'île. 
En octobre 1968, le Premier ministre Hugh Shearer profite du voyage de Walter Rodney au Canada où il doit participer au Congrès des écrivains noirs, pour émettre à son encontre une interdiction de séjour en Jamaïque. Apprenant la nouvelle, les étudiants du campus de l'université à Mona organisent une manifestation de protestation et se dirigent vers le centre-ville, rejoints en chemin par des milliers de personnes. La foule est stoppée par des hommes armés du BITU qui, de leur QG de Duke Street, tirent sur les manifestants. Les émeutes qui s'ensuivent, appelées Rodney riots, font trois morts, de nombreux blessés et provoquent de nombreux incendies.
Il part pour la Tanzanie, où il est notamment proche de C.L.R. James, et soutient le gouvernement socialiste de Julius Nyerere. Alors que ses travaux universitaires participent « à l’émergence des sciences sociales africaines décolonisées », Rodney s’emploie à diffuser le savoir dans les villages tanzaniens, où il s’exprime en kiswahili, la langue du peuple. Il poursuit son militantisme panafricain et, analysant les causes du sous-développement du continent, publie en 1972 How Europe Underdeveloped Africa. Dans la perspective du Congrès panafricain de 1974, il prépare un texte portant sur la « lutte des classes internationale en Afrique, dans les Caraïbes et en Amérique ». Il y dénonce les dirigeants qui, à l'instar de Félix Houphouët-Boigny, Jean-Claude Duvalier, Idi Amin Dada ou encore Joseph Mobutu, versent dans le tribalisme sous couvert de « négritude ».

### Retour en Guyana
Au milieu des années 1970, Walter Rodney, rentre dans sa Guyana natale, où il fonde la Working People Alliance (WPA) avec laquelle il s'oppose farouchement au pouvoir dictatorial en place et aux clivages ethniques. La WPA se donne pour objectif de « créer une conscience politique, remplaçant la politique ethnique par des organisations révolutionnaires fondées sur une solidarité de classe ». 
Il entreprend l'écriture d'une histoire populaire du Guyana, qui restera inachevée. 
Il est assassiné le 13 juin 1980, à Georgetown, par un membre des forces de défense spéciale du Guyana, à l'aide d'un talkie-walkie piégé à l'explosif. Ce dernier est ensuite exfiltré en Guyane française, où il vivra jusqu'à sa mort.
Le gouvernement guyanien, issu du People’s National Congress (PNC), a longtemps laissé entendre que Walter Rodney s'était lui-même tué en fomentant un attentat. Une partie de la population continue de croire à cette version des faits. Une commission d’enquête sur les circonstances de l’assassinat de Walter Rodney a été ouverte en 2014. Dans un rapport rendu en 2016, elle indique que l'assassin « a agi en tant qu’agent de l’État, avec le soutien d’individus à des positions de commandement dans l’appareil d’État, et dans l’optique d’exécuter les vœux de l’administration du PNC ».

### Hommages
Le dub-poet Linton Kwesi Johnson a rendu hommage à Walter Rodney dans le titre Reggae Fi Radni (Rodney en créole jamaïquain), une chanson de reggae mélancolique sur lequel il dit un texte dénonçant l'assassinat de Rodney comme un acte de haine raciale et rendant hommage à son travail et de son engagement. 
Le deejay Jamaïcain Louie Lepkie rend un pareil hommage en évoquant un assassinat par bombe dans la composition Walter Rodney, en rattachant son assassinat à ceux de Malcolm X, Bob Marley et Marcus Garvey (d'après, pour ces derniers, des théories parfois évoquées sur le caractère non naturel de leurs décès).
Walter Rodney est de nos jours méconnu au Guyana, l'histoire n'étant que très peu enseignée dans les écoles et lycée du pays, et le pouvoir ayant cherché à le faire oublier.

## Publications
- Walter Rodney, Comment l’Europe sous-développa l’Afrique, Montreuil : B 42, 2025 352 pages

## Sources et références
1. ↑  « http://hdl.handle.net/20.500.12322/fa:113 » (consulté le 30 avril 2021)
2. 1 2 3 4 5 6 7 8  Hélène Ferrarini, « Au Guyana, lumière sur un crime d'État », sur Le Monde diplomatique, 1er août 2020
3. ↑  Jean-Michel Vernochet, Walter Rodney. Et l'Europe sous-développa l'Afrique (compte-rendu), Politique étrangère, Année 1986, 51-3, pp. 844-845
4. ↑  voir le livre de Jérémie Kroubo Dagnini, Les origines du reggae : retour aux sources : mento, ska, rocksteady, early reggae, Paris, L'Harmattan, coll. « Univers musical », 2008, 263 p. (ISBN 978-2-296-06252-8, lire en ligne), p. 154-155
5. ↑  Hélène Lee, Voir Trench Town et mourir : les années Bob Marley, Paris, Flammarion, 2004, 395 p. (ISBN 978-2-08-068405-9), p. 138-139
6. ↑  Amzat Boukari-Yabara, Une histoire du panafricanisme, La Découverte, 2017, p. 270-271